# فرانكو غابرييلي
فرانكو غابرييلي (بالإيطالية: Franco Gabrielli)‏ هو سياسي إيطالي، ولد في 13 فبراير 1960 في فياريدجو في إيطاليا. انتخب بريفيكتوس.